# فيفي: اغنية عين الفلوريت
فيفي: أغنية عين الفلوريت (باليابانية: -ヴィヴィ -フローライトアイズソング، بالروماجي: Vivy: Fluorite Eye's Song)، مسلسل أنمي تلفزيوني من تأليف «تابيه ناغاتسوكي» و«إيجي أوميهارا» ومن إنتاج ستوديو ويت، بدأ عرضه في اليابان في يوم 3 أبريل وإنتهى في 19 يونيو 2021، في 10 أبريل 2021 بدأت مانغا له بالصدور في موقع «ماغ كومي» التابع لدار نشر ماغ غاردين من رسوم «موريتو ياماتاكا» بالإضافة إلى نشر سلسلة روايات خفيفة من كتابة «تابيه ناغاتسوكي» و«إيجي أوميهارا» ورسوم ليندرو تحت علامة (ويت نوفل) بدءً من يوم 30 أبريل من عام 2021.

## القصة
في سنة 2056، أدى التطور التكنولوجي إلى إنتاج آليين متطورين جدًا يحملون ذكاء إصطناعي مستقل يبدون كالبشر، ولأجل السيطرة على هذه الروبوتات، تم تصميم كل منها بمهمة خاصة منفردة بحيث الذكاء الإصطناعي قدراته فيها.
إحدى أحدث الآليين ذكاءًا المسماة فيفي، والتي برمجت بمهمة الغناء من أجل إسعاد الناس، كما تعمل جهدها لتصل إلى المسرح الرئيسي حيث يمكن لعدد كبير من الناس سماع غنائها، لكن في أحد الأيام يظهر لها ذكاء إصطناعي آخر يدعى ماتسوموتو ويخبرها بأنه قادم من المستقبل تحديدًا بعد 100 سنة حيث سيفقد البشر السيطرة على الآليين ليتطور ذكائهم لدرجة قيامهم بشن حرب دموية على البشر، ثم تبدأ فيفي مع ماتسوموتو مهمتها من أجل تغيير المستقبل وإنقاذ البشر.

## الشخصيات
فيفي (ヴィヴィ، ViVi)
أداء صوتي: أتسومي تانيزاكي
ماتسوموتو (マツモト، Matsumoto)
أداء صوتي: جون فوكوياما
إيستيلا (エステラ، Esutera)
أداء صوتي: يوكو هيكاسا
غرايس (グレイス، Gureisu)
أداء صوتي: ساتومي أكيساكا
أوفيليا (オフィーリア، Ofīria)
أداء صوتي: رينا هيداكا

## إعلام

### الأنمي
فيفي: أغنية عين الفلوريت أنمي تلفزيوني من كتابة «تابيه ناغاتسوكي» (مؤلف ري:زيرو) و«إيجي أوميهارا» وإنتاج ستوديو ويت، الأنمي من إخراج «شينبيه إيزاكي» بمساعدة «يوسوكي كوبو» كمخرج مساعد، تصميم الشخصيات سيكون من قبل «لوندرو» والتحريك من قبل «يويتشي تاكاهاشي»، «ساتورو كوساكي» سيعمل على تلحين الموسيقى، أغنية مقدمة الأنمي بعنوان «غني سروري؛Sing My Pleasure» من غناء «كاكاري ياغي» عن دور شخصية فيفي.
بدأ عرض الأنمي بالحلقتين الأولى والثانية على شكل حلقة خاصة واحدة بطول ساعة يوم 3 أبريل 2021 وإنتهى يوم 19 يونيو 2021.

#### قائمة الحلقات
| ر. الإجمالي | العنوان                                      | العنوان الياباني                                         | روماجي                                                                        | تاريخ العرض الأصلي [ 4 ] |
| ----------- | -------------------------------------------- | -------------------------------------------------------- | ----------------------------------------------------------------------------- | ------------------------ |
| 1           | «شيفرتي -لجعل الجميع سعداء بغنائي-»          | -My Code -歌でみんなを幸せにするために                   | -Mai Kōdo -Uta de Minna o Shiawase ni Suru Tame ni                            | 3 أبريل 2021             |
| 2           | «نغمة ربعية -بداية رحلة المئة عام-»          | -Quarter Note -百年の旅の始まり                          | -Kwōtā Nōto -Hyaku-nen no Tabi no Hajimari                                    | 4 أبريل 2021 (أ)         |
| 3           | «إيقاع القمر الحساس -دردشة ممتعة مع النجوم-» | -A Tender Moon Tempo -星たちとの歓談                     | -Ē Tendā Mūn Tenpo -Hoshi-tachi to no Kandan                                  | 10 أبريل 2021            |
| 4           | «مجموعة بولاريس -وعدنا-»                     | -Ensemble for Polaris -私たちの約束                      | -Ansanburu fō Porarisu -Watashitachi no Yakusoku                              | 17 أبريل 2021            |
| 5           | «غني سعادتي -لجعلك تبتسم-»                   | -Sing My Pleasure -あなたを笑顔に                        | -Shingu Mai Purejā -Anata o Egao ni                                           | 24 أبريل 2021            |
| 6           | «غني سعادتي -أنا أحبك-»                      | -Sing My Pleasure -あなたを愛する                        | -Shingu Mai Purejā -Anata o Aisuru                                            | 1 مايو 2021              |
| 7           | «إيقاع المجرة -لجعل الجميع سعداء بغنائي-»    | -Galaxy Anthem -歌でみんなを幸せにするために             | Gyarakushī Ansemu -Uta de Minna o Shiawase ni -Suru Tame ni                   | 8 مايو 2021              |
| 8           | «مرثية مهداة بالحب -شريكي الوحيد والأعز-»    | -Elegy Dedicated With Love -たった一人の大切なパートナー | Erejī Dedikeitido Wizu Rabu -Tatta Hitori no Taisetsu -na Pātonā              | 15 مايو 2021             |
| 9           | «إيقاع قلب المرء -واجبي، مستقبلك-»           | - Harmony of One’s Heart -私の使命、あなたの未来         | Hāmonī obu Wanzu Hāto -Watashi no Shimei, Anata -no Mirai                     | 22 مايو 2021             |
| 10          | «درجة فيفي -ما يسمى الغناء من القلب-»        | - Vivy Score -心を込めて歌うということ                   | -Vivi Sukoa -Kokoro o Komete Utau to Iu Koto                                  | 29 مايو 2021             |
| 11          | «نموذج نهاية العالم -11 أبريل 2161-»         | -World's End Modulation -西暦2161年4月11日               | Wāruzu Endo Mojurēshon -Seireki -Nisen Hyaku Rokujūichi Shigatsu Jūichi Nichi | 5 يونيو 2021             |
| 12          | «إمتناع -مهمتي-»                             | -Refrain -私の使命                                       | -Rifurein -Watashi no Shimei                                                  | 12 يونيو 2021            |
| 13          | «أغنية عين الفلوريت»                         | Fluorite Eye's Song                                      | Furōraito Aizu Songu                                                          | 19 يونيو 2021            |
| خاصة        | «لجعل الجميع سعداء بغنائي»                   | -To make everyone happy with my singing-                 | Tu Meiku Eburiwan Happī Wizu Mai Shingingu                                    | 26 يونيو 2021            |

## هامش
- أ: عرضت الحلقتين الأولى والثانية بشكل حلقة خاصة واحدة بطول ساعة نصفها عرض عند الساعة 11:30 قبل منتصف ليلة 3 أبريل، والنصف الثاني بعد منتصف الليل مما يجعلها بثت بين يومين.